# Elve på Færøerne
Elve på Færøerne, angivet efter ø.

## Borðoy
- Klivdalsá
- Krossdalsá
- Lítladalsá
- Breidá
- Tørvadalsá
- Skúvadalsá
- Gravará
- Stórá

## Eysturoy
- Breiðá (Eysturoy)
- Ljósá (elv)
- Ærgisá
- Stórá (Eysturoy)
- Trogará
- Svíná
- Vesturdalsá
- Skarðsá
- Gjógvará
- Dalá
- Blásendi
- Sandá
- Kumlá
- Sølvá
- Fjarðará
- Heltnará
- Laksá
- Urðará

## Fugloy
- Kellingará

## Hestur
Tekst mangler, hjælp os med at skrive teksten

## Kalsoy
- Stjórná

## Koltur
Tekst mangler, hjælp os med at skrive teksten

## Kunoy
- Skarðdalsá
- Glyvursá
- Myllá

## Lítla Dímun
Tekst mangler, hjælp os med at skrive teksten

## Mykines
Tekst mangler, hjælp os med at skrive teksten

## Nólsoy
- Myllá

## Sandoy
- Tungá
- Stórá
- Dalsá
- Rættá
- Breiðá
- Núpsá
- Mígandsá
- Kvíggjagilsá
- Skerá
- Traðará
- Marknará
- Skálsá

## Skúvoy
- Tjørnudalsá
- Botnsá
- Ærgisá
- Ardalsá

## Stóra Dímun
Tekst mangler, hjælp os med at skrive teksten

## Streymoy
- Brekká
- Svínaskoraá
- Gellingará
- Dalsá
- Kluftá
- Svartá
- Ravnagilsá
- Fossá
- Stórá
- Heljardalsá
- Bjendalsá
- Dalá
- Gjógvará
- Rossarygsá
- Toftadalsáir
- Hamrá
- Smørdalsá
- Gassá
- Breiðá
- Ærgisá
- Breiðadalsá
- Leynará
- Sjóvará
- Kirkjuá
- Áin Svarta
- Deildará
- Høgadalsá
- Fjarðará
- Nípá
- Hoydalsá
- Sundsá
- Sandá
- Tvørá
- Mígandalsá
- Fossdalsá
- Borá
- Ljósá
- Tungá

## Suðuroy
- Stórá, Sumba
- Stórá, Trongisvágur
- Tormansá, Vágur
- Gjógvará, Vágur
- Áin Mikla, Porkeri
- Hovsá, danner grænsen mellem Hov og Porkeri.
- Dalsá
- Myllá
- Svínadalsá
- Sandvíksá, Sandvík
- Vatndalsá

## Svínoy
- Stórá

## Vágar
- Dalsá
- Skarðsá
- Stórá (Bøur)
- Stórá, Sørvágur
- Stórá (Sandavágur)
- Reipsá
- Tjørndalsá
- Grøv
- Sjatlá
- Breiðá
- Marknará
- Kirkjuá
- Hattardalsá
- Hóssá
- Hýsisá
- Góðansá
- Fossá
- Skipá
- Hanusará
- Tunguliðsá

## Viðoy
- Dalá
- Víkará